# Anatolij Beloglazov
Anatolij Beloglazov, född den 16 september 1956 i Kaliningrad, Ryssland, är en sovjetisk brottare som tog OS-guld i flugviktsbrottning i fristilsklassen 1980 i Moskva.